# Império Romanov (micronação)
Império Romanov (em russo:  Романовская Империя, transl. Romanovskaya Imperiya), também conhecido como o Trono Imperial (em russo:  Императорский Престол, transl. Imperial Throne), anteriormente o Império Russo (em russo:  Российская Империя), é um Estado proposto pelo empresário e político russo Anton Bakov como um recriação do Império Russo. Seria liderado pelo herdeiro Romanov, príncipe Karl Emich de Leiningen, como imperador Nicolau III, com Bakov servindo como arquichanceler.
Em 2017, Bakov alegou ter mantido conversas com os chefes de vários países para comprar um território para estabelecer um estado legítimo "não micro". Estes incluíram Montenegro, Macedônia do Norte, Albânia, Gâmbia, Antígua e Barbuda e Kiribati. No início de 2017, foi relatado que Bakov estava interessado em adquirir três ilhas do Pacífico pertencentes a Kiribati para estabelecer um "Império Romanov revivido". Preliminarmente, as autoridades de Kiribati lideradas pelo presidente Taneti Maamau ficaram satisfeitos com a oferta, mas depois a rejeitaram. De acordo com Bakov, estava relacionado a uma luta política interna de Kiribati.
Desde 2012, Bakov também manteve conversas semelhantes com os governos da Gâmbia. Ele teve o apoio do presidente Yahya Jammeh e foi autorizado a fazer medições de engenharia para a futura construção de ilhas artificiais para implantar o território físico do Império. Mas depois da mudança de regime da Gâmbia em 2016, outras negociações falharam. Em 2019, Bakov publicou um livro chamado "O estado é você!" onde revelou em detalhes como decorrem as suas conversações com os governos acima mencionados. Ele relatou que inicialmente sempre foi recebido com entusiasmo, os funcionários aceitaram com prazer o dinheiro dele e prometeram apoio, mas depois todos desistiram. Em 2020, Bakov declarou que seu novo projeto, sucessor do Império, intitulado Arca Noë, será baseado em águas neutras do Mediterrâneo perto de Veneza como parte do movimento Seasteading.

## História

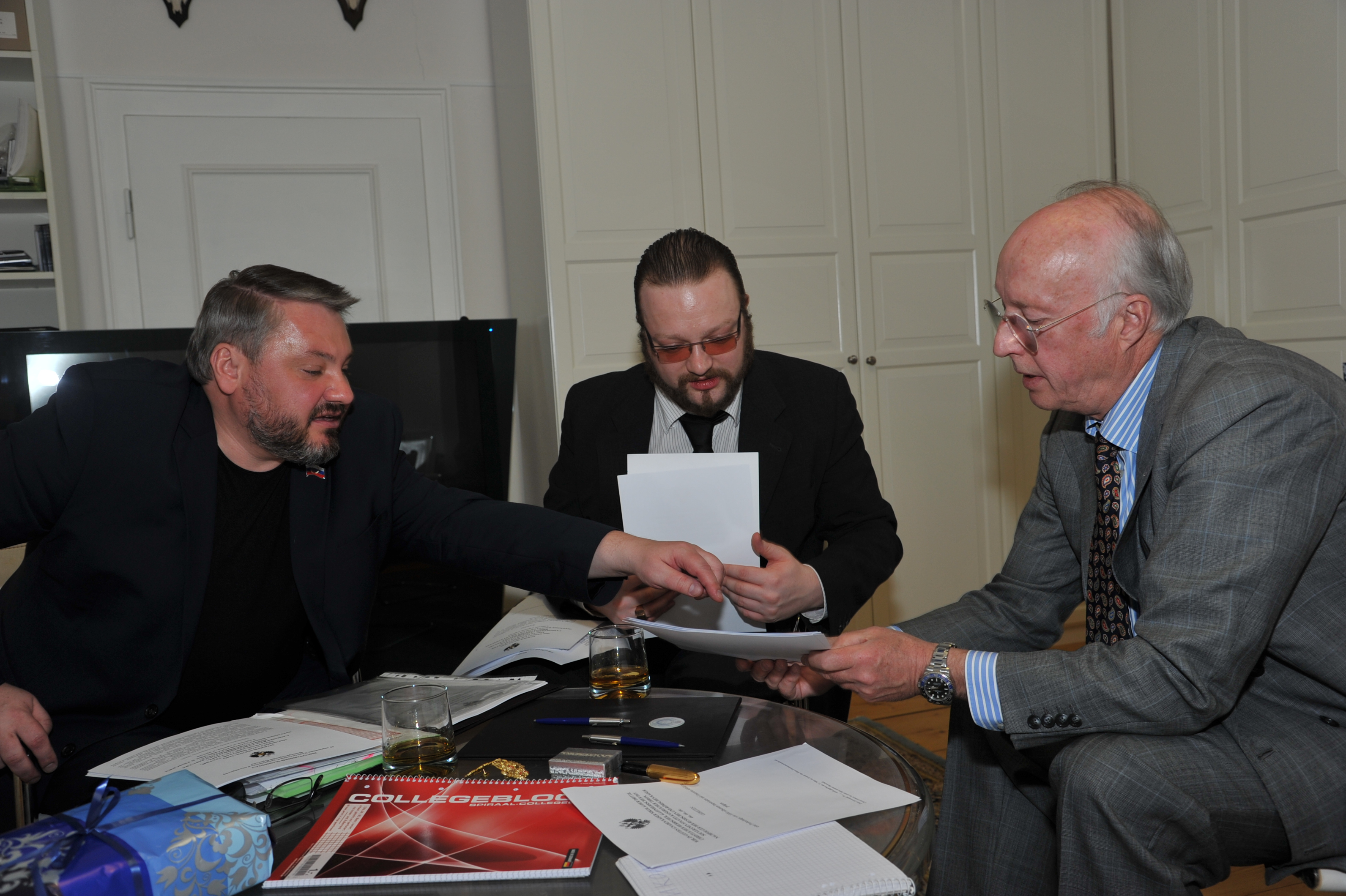
Anton Bakov e Nikolai Kirillovich Romanov assinam os documentos fundadores do Estado Soberano do Trono Imperial

### Fundação
Bakov declarou que o novo Império Russo seria o sucessor do histórico Império Russo que deixou de existir em 1917. O Trono Imperial também reivindicou o direito a territórios marítimos que foram reivindicados pelo Império Russo ou descobertos pela Marinha Imperial Russa, mas nunca absorvidos na União Soviética. Os 17 territórios reivindicados incluem todo o continente da Antártida e terras sob a jurisdição do Japão, Reino Unido, Estados Unidos e outras nações.
Bakov declarou-se Primeiro-Ministro e anunciou uma constituição e símbolos do Estado. O Império começou a emitir seus próprios passaportes on-line por 1.000 rublos (US$ 31), e em 2014 afirmou ter concedido cerca de 4.000 passaportes a cidadãos.
Os proponentes do novo Império Russo pretendem ser o sucessor do histórico Império Russo fundado por Pedro, o Grande, em 1721. Como tal, a nação reivindica seu território despovoado que pertencia ao histórico Império Russo através do "direito de descoberta", mas que não foi reivindicada pela União Soviética após a Revolução Russa de 1917. Não reivindica terras que faziam parte do histórico Império Russo que agora faz parte da Finlândia, Polônia ou das ex-repúblicas soviéticas.
Em junho de 2012, Bakov registrou o Partido Monarquista no Ministério da Justiça da Rússia, com o objetivo declarado de restaurar a Monarquia na Rússia de acordo com a lei. É o único partido monarquista legalizado na Rússia. No outono de 2013, a filha de Bakov, Anastasia Bakov (Анастасия Бакова) foi a candidata do Partido Monarquista nas eleições para prefeito em Yekaterinburg.
Em julho de 2013, Bakov alegou que sua nação concedeu a cidadania a Edward Snowden, que na época estava no Aeroporto Sheremetyevo de Moscou em busca de anistia na Rússia.